# 10 Bud For Danskere
10 bud for danskere er et lille skrift forfattet og oprindeligt trykt af Arne Sejr umiddelbart efter den tyske besættelse af Danmark 9. april 1940. Dette blev regnet som illegal presse af den tyske værnemagt.

## Budene
1. Du maa ikke tage Arbejde i Tyskland eller Norge
2. Du skal lave daarligt Arbejde for Tyskerne
3. Du skal arbejde langsomt for Tyskerne
4. Du skal ødelægge vigtige Maskiner og Værktøj
5. Du skal ødelægge alt, hvad der gavner Tyskerne
6. Du skal forsinke alle Transporter
7. Du skal boykotte tyske og italienske Blade og Film
8. Du maa ikke handle hos Nazister
9. Du skal behandle Landsforrædere efter Fortjeneste
10. Du skal værne enhver, der forfølges af Tyskerne
  - VÆR MED I KAMPEN FOR DANMARKS FRIHED

De 10 bud for danskere blev oprindeligt trykt i 25 eksamplar. Det var sort bogtryk på orange karton. Format: 14,8 x 10,9 cm.